# Axel Mårtensen
Axel Erik Alfons Mårtensen, född 11 oktober 1996 i Löddeköpinge, är en svensk tjänsteman och politiker för Liberalerna. Han arbetar 2024 som stabschef hos Liberalernas partiledare och Sveriges utbildningsminister Johan Pehrson (L).

## Biografi
Axel Mårtensen har en politices kandidatexamen från Lunds universitet.

### Arbetsliv
Axel Mårtensen inledde sin politiska karriär hos partiledare Nyamko Sabuni 2020 i rollen som kommunikatör och pressekreterare. Efter partiledarskiftet i april 2022 arbetade han som pressekreterare hos partiledare Johan Pehrson. I samband med regeringen Kristerssons tillträde var Mårtensen presschef och sedan stabschef hos arbetsmarknads- och integrationsminister Johan Pehrson.

### Utmärkelser
I januari 2024 hamnade Axel Mårtensen på plats 22 i Expressens lista över de 30 mäktigaste i svensk politik under 30 år. Han har också uppmärksammats för sitt välgörenhetsprojekt En Betydelsefull Resa i Kamerun som finansierar krigsflyktingars skolgång i huvudstaden Yaoundé.

### Familj
Axel Mårtensen är son till riksdagsledamoten Camilla Mårtensen (L) och sambo med Ida Alterå, tidigare ordförande för Centerpartiets ungdomsförbund.